# اوست-وولچیخا
اوست-وولچیخا (به لاتین: Ust-Volchikha) یک منطقهٔ مسکونی در روسیه است که در سرزمین آلتای واقع شده‌است.